# Bateia (Tochter des Teukros)
Bateia (altgriechisch Βάτεια Báteia) oder Batieia (Βατίεια Batíeia) ist eine Person aus der griechischen Mythologie. 
In der Bibliotheke des Apollodor ist sie die Tochter des troischen Königs Teukros, Enkelin der Nymphe Idaia und Gattin des Dardanos. Nach Stephanos von Byzanz war sie die Tochter des Teukros oder des Tros, die Gattin des Dardanos und von ihm die Mutter des Zakynthos, Erichthonios und des Ilos. Bei Tzetzes wird sie als Schwester des Skamandros genannt. Skamandros ist bei Tzetzes Vater von Teukros und Idaia.
Nach Arrian wurde die Stadt Bateia in der Troas nach ihr benannt.
Bateia war auch der Name eines Hügels vor dem Skäischen Tor Trojas zwischen den Flüssen Skamandros und Simoeis, auf dem sich die Trojaner zur Schlacht aufstellten. Nach Homer wurde der Hügel von den Göttern Mal der sprunggeübten Myrine genannt. Wegen des Beinamens Myrine wurde Bateia von Strabon als Amazone bezeichnet.